# Misema Caldera
De Misema Caldera is een 2,704 - 2,707 miljoen jaar oude caldera in Ontario en Quebec, Canada.

## Geografische omvang
De Misema Caldera is een van de caldera's die het Blake River Megacaldera complex vormen en heeft een diameter van 40 tot 80 kilometer.

## Samenstelling
De caldera is ook een coalitie van ten minste twee grote mafische schildvulkanen die meer dan 2703 miljoen jaar geleden gevormd werden. De rand van de Misema Caldera bevat een 10 - 15 kilometer brede binnen- en buitenzone, waarin vele mafische ringdijkcomplexen en pyroclastische onderwatersedimenten gevonden zijn.
De mafische ringdijkstructuur kan van een dieper niveau topcalderas zijn, die behoren tot een schildvulkaanfase terwijl de pyroclastische fragmenten geassocieerd kunnen worden met satellietvulkanen (of parasietvulkaan, een vulkaan die leeft van de magma van de grotere vulkaan) of het resultaat zijn van een Misema caldera-instorting.
De Misema Caldera is de oudste en grootste caldera die in verband wordt gebracht met de Blake River Megacaldera Complex en is vergelijkbaar in formaat met de Toba Caldera in Indonesië.